# USS Takanis Bay (CVE-89)
Авіаносець «Таканіс Бей» (англ. Takanis Bay (CVE-89)) - ескортний авіаносець США часів Другої світової війни, типу «Касабланка».

## Історія створення
Авіаносець «Таканіс Бей» закладений 16 грудня 1943 року  на верфі Kaiser Shipyards у Ванкувері. Спущений на воду 10 березня 1944 року. Вступив у стрій 15 квітня 1944 року.

## Історія служби
Після вступу в стрій з травня 1944 року по серпень 1945 року «Тетіс Бей» використовувався тренувань льотчиків морської авіації. Всього на ньому пройшли підготовку більше 2500 пілотів.
Після закінчення бойових дій корабель  перевозив американських солдатів та моряків на батьківщину (операція «Magic Carpet»).
18 червня 1946 року авіаносець був виведений в резерв. 
12 червня 1955 року «Таканіс Бей» був перекласифікований в допоміжний авіаносець CVU-89.
1 серпня 1959 року «Таканіс Бей» був виключений зі списків флоту і наступного року проданий на злам.